# Українці Індії
Українська громада в Індії — громадяни України, які проживають у Республіці Індія. Відносно молода громада, яка перебуває на початку свого становлення.
Вперше в історії Індії українці, які проживають на території Індії, започаткували створення недержавної, неприбуткової, нефінансової організації — Асоціації українців в Індії «Світанок», наразі процес реєстрації не закінчено.

## Загальна характеристика української громади в Індії
Донедавна про українців у Індії практично не було відомо. Навіть важко було відповісти на запитання, скільки саме українців проживає в цій країні. Але з 2019 року громада почала активно розвиватися. Українська спільнота Індії вперше була представлена світовому українству на щорічних зборах Світового Конґресу Українців — СКУ (Берлін) та Асамблеї «Українка у світі» організованої МІОК та СФУЖО (Львів).
До посольства України у Індії, розташованого у м. Делі також відносяться наступні країни: Шрі Ланка, Бангладеш, Непал та Мальдіви.

## Історія
Перші українці потрапили до Індії ще до 1990-х років — ще до розпаду Радянського Союзу та постання незалежної України. Загалом це були поодинокі шлюби українок з громадянами Індії. Офіційні українсько-індійські відносини розпочалися 26 грудня 1991, після чого в Індію, як і тепер, до країни почали прибувати як українські спеціалісти в різних галузях — техніки, інженери, спортсмени тощо, так і українські туристи. Ця тенденція зберігається і дотепер. Українці приїздять до Індії як в пошуках роботи так і задля відкриття власної справи.
На сьогодні українська громада, яка постійно мешкає в Індії - це українці, пов'язані шлюбом з індійськими громадянами.

## Чисельність української громади
Відома із загальнодоступних відкритих джерел чисельність постійно проживаючих на території Індії українців, в основному пов'язаних шлюбними стосунками з громадянами цієї країни налічує близько 400 осіб на всі країни, які входять в зону відповідальності Посольства України в Індії, не рахуючи дітей від шлюбів. За неофіційними даними на території Індії щорічно може перебувати на не постійній основі близько 4000 українців, включно з бізнесменами, вченими, туристами, тощо.

## Культурна дипломатія
Українці Індії докладають зусиль на поширення української культури у Індії.
Спільно з Посольством України у Делі були проведені дипломатичні ярмарки, на яких члени української громади представили Україну, її культуру. Важливо відзначити, що початку становлення української громади  в Індії як громадської організації у 2015-2022 рр. сприяв Надзвичайний та Повноважний Посол України у республіці Індія Ігор Зіновійович Поліха. Значних зусиль до становлення спільноти доклала його дружина Наталія Іванівна Поліха, яка стала і наставницею, і головним рушієм змін у житті української громади.
Одним з важливих доробків української громади у січні 2021 року став переклад представницею та очільницею української громади Мариною Акрам українського "Щедрика" мовою гінді створення відеоролика та презентація його у соціальних мережах та посольстві України.
Надзвичайно важлива і цікава культурно-просвітницька діяльність українців була представлена 24 лютого 2021 року відеопрєктом "Мавка - वनपरी" (Мавка-Ванпарі) за мотивами твору Лесі Українки «Лісова пісня» мовою гінді. Відеопроект було створено з нагоди  150-річчя з Дня народження Лесі Українки. Учасниками та акторами проєкту стали діти українців з різних штатів Індії — Ассам, Гар'яна, Уттар Прадеш. Перший перегляд відеофільму відбувся у Посольстві України у республіці Індія. Місце зйомок: м. Нойда, Газіабад, Делі, Уттар-Прадеш.
У ПРОЕКТІ "МАВКА-वनपरी" ВЗЯЛИ УЧАСТЬ
| Короткометражний відеофільм МАВКА-वनपरी Індія, 2021 | Головні герої | Прізвище, ім'я                                                           |
| -------------------------------------------------- | ------------- | ------------------------------------------------------------------------ |
| Короткометражний відеофільм МАВКА-वनपरी Індія, 2021 | Мавка:        | Аріана Бандопадяя (м.Фарідабад, штат Гар'яна)                            |
| Короткометражний відеофільм МАВКА-वनपरी Індія, 2021 | Лукаш:        | Аян Акрам (м.Ґазіабад, штат Уттар Прадеш)                                |
| Короткометражний відеофільм МАВКА-वनपरी Індія, 2021 | Лісовик:      | Максим Мазумдер (м.Наґаон, штат Ассам)                                   |
| Короткометражний відеофільм МАВКА-वनपरी Індія, 2021 | Потерчата:    | Афія Мазумдер (м.Наґаон, штат Ассам) Арман Хусейн (м.Наґаон, штат Ассам) |

Постановка та відеомонтаж:  Марина Акрам (м.Ґазіабад, штат Уттар Прадеш), Тамара Захарко  (м.Фарідабад, штат Гар'яна)
Зйомки: Асім Акрам (м.Ґазіабад, штат Уттар Прадеш), Світлана Саманта (м.Ґазіабад, Нойда, штат Уттар Прадеш)
Ідея: Марина Акрам, Наталія Поліха
Ідея костюмів: Наталія Поліха, Тамара Захарко, Марина Акрам
Музика: Танець Мавки - Мишко Адамчак, позивний «Лемко» – доброволець АТО у складі медичного батальйону «Госпітальєри»
Сопілка і дримба - автор невідомий Індія, Делі 2021
Також у Делі спільними зусиллями Посольства та головної виконавиці було проведено концерт українки-художниці і танцюристки Еліни Абакарової-Нісчал, майстер-класи з писанкарства. Також громада брала активну участь у виборах президента України як члени виборчої комісії та підтримувала Посольство України в Індії у підготовці дипломатичних благодійних ярмарків.
Представники громади брали участь у протокольному заході в Посольстві України в Республіці Індія 16 лютого з нагоди Дня Єднання за участі представників дипломатичного корпусу  (посли Республіки Польща, Грузії, Естонської Республіки, Литовської Республіки, Латвійської Республіки, Королівства Бельгія,  Румунії та Республіки Болгарія), української громади в Республіці Індія та представників провідних індійських  ЗМІ .
У 2020 році вперше у історії у Посольстві Індії завдяки спільним зусиллям співробітників дипустанови та представників української громади Індії,  відбулося веселе дійство —  щедрування, свято Маланки.
Українці Індії вже створили чисельні відеопроєкти на підтримку України: до Дня Незалежності, відеопроект "Ми діти твої, Україно!", концептуальні відеопроєкти до Дня Конституції України, до Дня вишиванки, фото-фестиваль "День Українського Борщу", флешмоб до Дня Вишиванки "Світ навколо вишиванки" (2019 рік), тощо.
Громада українців в Індії проводить зустрічі та святкування Дня Українського Прапора та Дня Незалежності України.
Також українці Індії створили і випустили у світ нові українські пісні: до Дня вишиванки – «Мамин оберіг» та «Калинонька», яка посіла друге місце серед глядацьких симпатій на Міжнародному Фестивалі Української Культури (Барселона) та кілька ліричних пісень.
Українці Індії створили спільну поетичну збірку "Говори зі мною українською" та презентували її  24 серпня, 2021 року Посольстві України в Індії.
До річниці повномасштабного вторгнення українці Індії створили і оприлюднили Реквієм «Вчора була війна»

## Громадянська активність
Українці Індії вперше активно згуртувалися у 2014 році з моменту виникнення Євромайдану і подальшої анексії Криму та частини українських територій (частин Донецької та Луганської областей). Саме тоді було створено закриту групу українців Індії у соцмережі Facebook, яка була покликана підтримувати українців та протистояти російській пропаганді.
Під час Пандемії COVID-19 українці Індії були закликані Посольством України у Республіці Індії для допомоги застряглим туристам.
Громада українців Індії також представлена своїм деревом на Алеї Українських Діаспор у м. Київ.

## Українці Індії під час повномасштабного вторгнення РФ в Україну
Активісти-українці в Індії намагаються пробити стіну московської пропаганди і донести правду до тих, хто ще не йме віри.
24 лютого 2022 року вийшло звернення українців Індії до прем'єр-міністра Індії Нарендри Моді.
Активістами було проведено кілька протестів неподалік російського посольства в Делі, оскільки владою Делі було негласно заборонено наближатися до посольства країни-агресора. Також українці проводили мирні акції на підтримку України.
Спільно з представниками Посольства України в Індії українці, які проживають у Індії, брали участь у міжконфесійних молитвах за мир.
Всі ці та інші заходи українці провадять без підтримки влади Індії. Та навіть за таких умов люди не втрачають віри в справедливість і продовжують боротися всіма можливими способами. Так, українки організували акцію мовчання у той час, коли в Індії з дводенним візитом перебував міністр закордонних справ РФ Лавров. Насамкінець учасниці акції розгорнули український прапор у Саду Лодхі, щоб продемонструвати солідарність з рідною країною.
Такі мирні заходи українців Індії на підтримку своєї Батьківщини нехай і повільно, але таки будять свідомість людей.
Так, зі свічками на марш «Моліться за Україну, моліться за мир» вийшли індійські лікарі та студенти медичного факультету Next Learning Center в Делі. Представники Далай-лами перед приміщенням Посольства України в Індії вшанували пам’ять безневинних жертв російської агресії в Україні, відслуживши молебень. П`ятнадцятирічний індійський студент Теджас Равішанкар розробив додаток для українських біженців.
Такі факти свідчать, що українці Індії наскільки це можливо протистоять московській пропаганді у Індії.